# منطقة تبوك
منطقة تبوك هي واحدة من مناطق السعودية وتقع في شمال غرب المملكة العربية السعودية، وتحدها المملكة الأردنية الهاشمية من الشمال ومن الشرق منطقة الجوف ومنطقة حائل ومن الجنوب منطقة المدينة المنورة ومن الغرب خليج العقبة والبحر الأحمر.
وتمتد بين دائرتي عرض 48 ً 34 َ 24 ْ و30 ً 59 َ 29 ْ شمالاً، وبين خطي طول 18 ً 34 َ 34 ْ و05 ً 59 َ 39 ْ شرقًا تقريبًا. وتعد المنطقة ذات موقع جغرافي متميز بحكم إطلالتها من جهة الغرب على البحر الأحمر وخليج العقبة بشواطئ بحرية طويلة. وقد ساعد ذلك الموقع في نشوء عدد من الموانئ الصغيرة والمتمثلة في أملج وضباء والوجه، وتقوم هذه الموانئ بدور اقتصادي جيد يمكن له أن يتطور خلال سنوات قادمة ليكون أكثر تأثيرًا وفاعلية في اقتصاد المنطقة بشكل خاص واقتصاد المملكة بشكل عام، وبخاصة في استقبال الحجاج والمعتمرين والزوار. كما أن لمنطقة تبوك حدودًا مع الأردن ويربط بينهما طريق أسفلتي دولي يصل ميناء العقبة الأردني بمدينة تبوك مرورًا بمدينة حقل وصولًا إلى المدينة المنورة، بالإضافة إلى الطريق الذي يربط عمان بتبوك مرورًا بمعان ثم حالة عمار، وتمتد منطقة تبوك من الشمال إلى الجنوب مسافة تزيد على 580 كم، كما تمتد من الشرق إلى الغرب مسافة تزيد على 480 كم تقريبًا، وبهذا الامتداد تغطي مساحة تصل إلى نحو 134354كم، وبهذه المساحة تحتل المرتبة الخامسة بالنسبة إلى مناطق المملكة العربية السعودية.

## تاريخ منطقة تبوك
إن تاريخ منطقة تبوك يعود إلى ماقبل الميلاد بـ 500 سنة وكانت تعرف باسم (طابو) يوم كانت هي ومدينة العلا عاصمة للعيانيين ويعتقد أن منطقة تبوك (أرض مدين)، (دادان) التي ورد ذكرها في الكتب السماوية. وليس أدل على الحقب والأحداث التاريخية التي مرت بها الدول التي قامت فيها من غنى المنطقة بالآثار التاريخية التي يعود بعضها على ماقبل ظهور الإسلام وبعضها إلى ما بعده، وقد كانت ممرًا للقوافل التجارية العابرة من الجنوب إلى الشمال. قال رسول الله ﷺ: «يوشك يا معاذ إن طالت بك حياة أن ترى ما ها هنا قد ملأ جناناً» (صحيح مسلم).

## التسمية
هناك أكثر من رأي في سبب تسمية تبوك بهذا الاسم، ولكن من الثابت أنها كانت معروفة من قبل بعثة الرسول حيث قال لأصحابه وهم في طريقهم إلى غزوها بقيادته: (ستأتون غدًا إن شاء الله عين تبوك وإنكم لن تأتوها حتى يضحي النهار فمن جاءها منكم فلا يمس ماءها شيئًا حتى آت)، ويقال أن أصل التسمية هو كلمة (Tabu) أو (Taboo) وهي كلمة لاتينية تعني المكان المنعزل نظرًا لأن تبوك كانت منعزلة عن شبه الجزيرة العربية شمالًا وعن بلاد الشام جنوبًا، وقد إشتهرت في المصادر بغزوة تبوك وبعينها التي فجرها الرسول عندما عسكر بها، ومسجدها الذي ينسب إلى الرسول الكريم ويسمى مسجد التوبة، وهو من المساجد التي بناها عمر بن عبد العزيز في العصر الأموي بالحجارة المنقوشة، وفي العهد الإسلامي بدأ يظهر ذكر تبوك ضمن الحديث عن غزوة تبوك أو غزوة العسرة التي قادها المصطفى لمحاربة الرومان.
بعد هذه الغزوة أصبحت تبوك من أهم مناطق الدولة الإسلامية وبقيت ثغرًا مهمًا للجزيرة من جهة بلاد الشام.

## السكان والمساحة

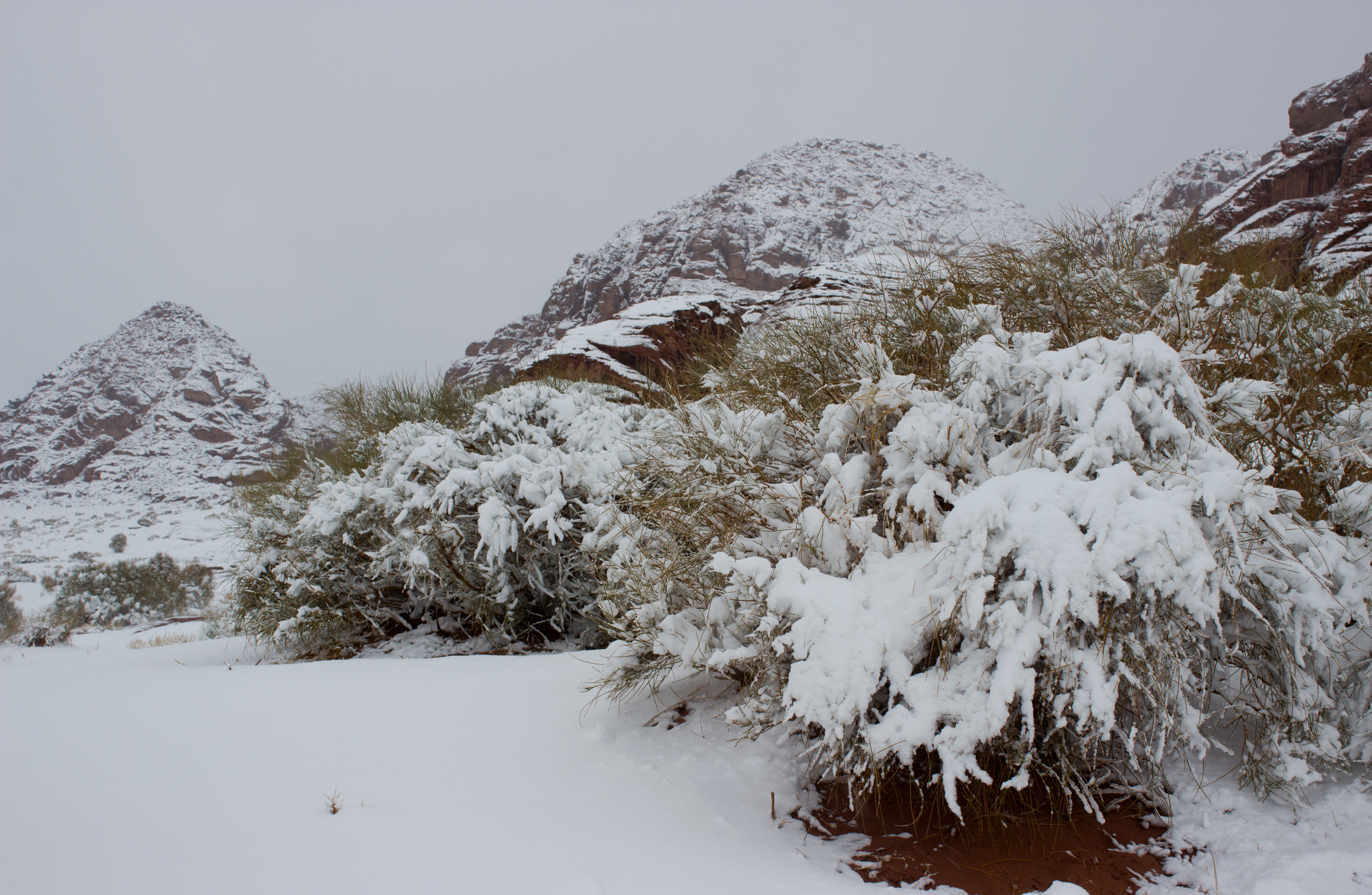
ثلوج تبوك

- تعداد السعودية 2022: عدد سكان منطقة تبوك (886,036) نسمة حسب تعداد السعودية 2022. وجاءت في الترتيب الثامن في مناطق السعودية من حيث عدد السكان، وبلغ عدد السعوديين (637,601) نسمة بنسبة 72%، وعدد غير السعوديين (248,435) نسبة بنسبة28%.[5]
- يبلغ إجمالي عدد سكان منطقة تبوك (930,508) نسمة، ويقدر عدد المواطنين السعوديين بـ (735,391) نسمة، بينما يقدر عدد السكان الغير سعوديين بـ (195,116) نسمة، بحسب تقرير الهيئة العامة للإحصاء لعام (2018م).[6][7]
- تبلغ مساحة منطقة تبوك 117000 كيلو متر مربع. وتمثل حوالي 5% من مساحة المملكة، أما مساحة مدينة تبوك فتبلغ 30,000 هكتار وتعتبر تبوك بوابة الشمال للمملكة العربية السعودية بحكم حدودها مع الأردن.

## آثار تبوك

### قلعة تبوك
تقع داخل تبوك بنيت في عصر السلطان القانوني سنة 967 هـ وتدعى أيضًا (منزل أصحاب الأيكة) الذين ورد ذكرهم في القرآن الكريم، ويقدر عمر القلعة بحوالي ثلاثة آلاف وخمسمائة سنة وجدد بناؤها عدة مرات، وقد جددت على أيدي العثمانيين عام (1062 هـ) ثم جددت آخر مرة على أيدي هيئة الآثار والمتاحف بوزارة المعارف. ويحوط بالقلعة 15 منزل لحميدات تبوك منهم الغريض والفاير والكساب والجلوي والغنام والسليم والأحمد وال بن زيدان ويوجد في القلعة من الداخل فناء به بئر وغرف نوم في الجهة الجنوبية والشمالية وبها مصلى بالدور الأول والثاني .

### مسجد التوبة
ويدعى أيضاً (مسجد رسول الله صلى الله عليه وسلم) وذلك أنه صلى الله عليه وسلم قد أدى الصلوات بضعة عشر ليلة خلال (غزوة تبوك) المعروفة، وقد بني المسجد بادئ الأمر، من الطين وسقف بسعف النخل، ثم جدد بناؤه بأمر من الملك فيصل لدى زيارته له، وكان البناء الجديد قريباً في مواصفاته من المسجد النبوي الشريف في المدينة المنورة.

### محطة سكة حديد الحجاز

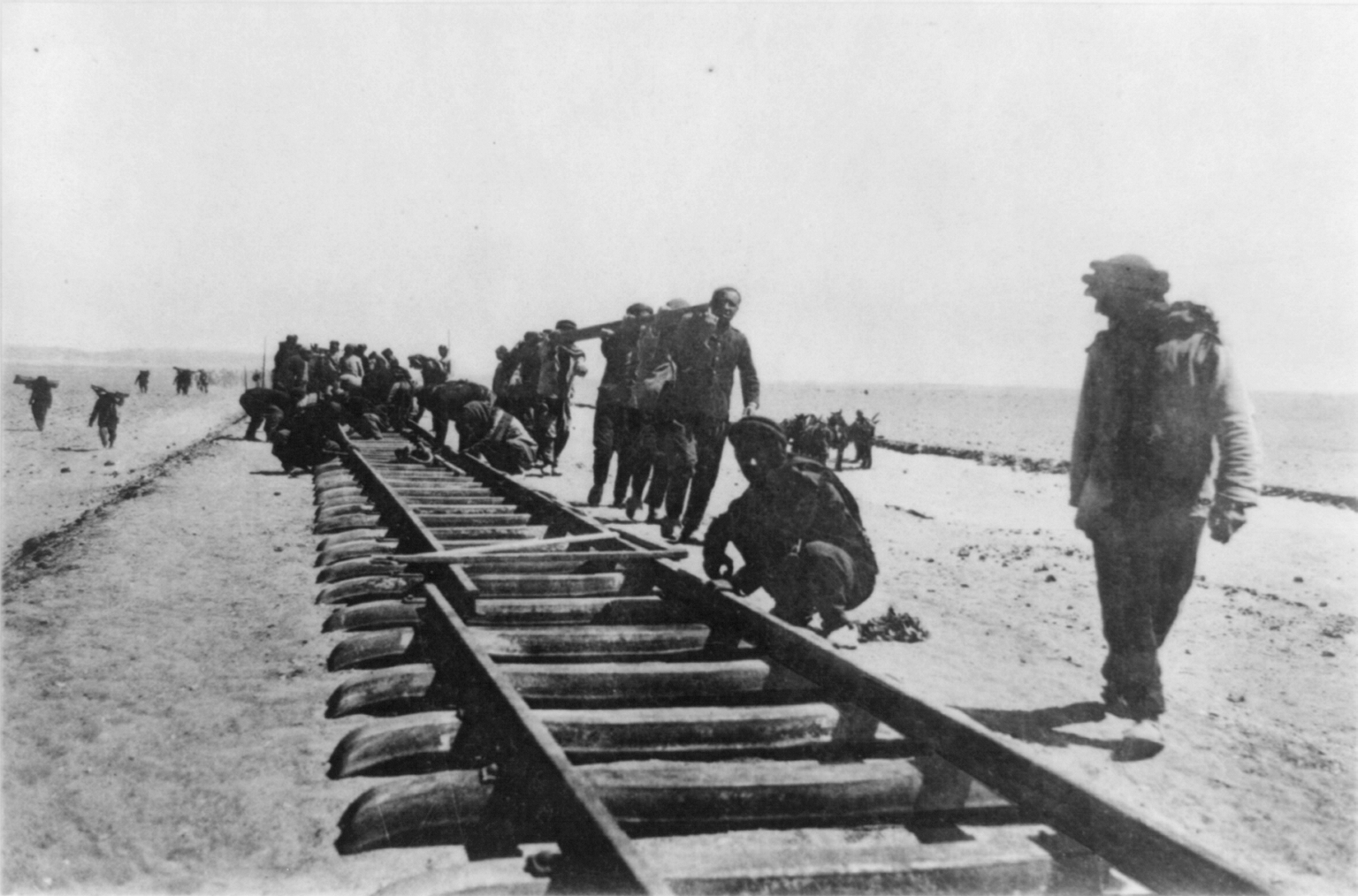
أثناء بناء سكة حديد الحجاز بالقرب من مدينة تبوك عام 1906م.

وهي إحدى محطات الخط الحديدي الحجازي الذي كان يمتد ما بين المدينة المنورة ودمشق، والذي دمر أيام الحرب العالمية الأولى. تعتبر من المحطات الرئيسية المكونة من مجموعة من المباني داخل مدينة تبوك حيث وصل أول قطار لها عام 1906 م وشيدت في العهد العثماني، ولقد تم ترميمها أخيراً لتكون معلماً من معالم المنطقة.

### الحصون العثمانية
وهناك كثير من الحصون العثمانية التي بنيت على مسافات متقاربة لحماية حجاج بيت الله القادمين بواسطة الخط الحديدي، ويعتقد أن هناك كثيراً من الآثار التي طمرتها الرياح على مدى السنين وهو الأمر الذي أخذ في عين الاعتبار عند القيام بالتنقيب عن الآثار في المنطقة.

### عين السكر
تعتبر عين السكر أقدم عين في تبوك وكانت المصدر الوحيد لسقيا الزراعة في تبوك، وكانت عين السكر قبل 130 عام، وقد قيل أن الرسول أقام عليها بضع عشرة ليلة وشرب منها وأصحابه، وقد كانت ذات ماء قليل حتى غسل رسول الله فيه وجهه ويديه فجرت العين بماء كثير فاستقى منها الناس ثم قال: «يوشك يا معاذ إن طالت بك الحياة أن ترى ما ها هنا قد مليء جناناً» وهي تقع في الجهة الجنوبية الغربية من قلعة تبوك.

## أمراء منطقة تبوك منذ تاسيس المملكة
- الشيخ محمد بن عبد العزيز الشهيل (1344 هـ - 1349 هـ).
- الشيخ عبد الله بن سعد القنب (1349 هـ - 1350 هـ).
- الأمير عبد الله بن سعد السديري (1351 هـ - 1354 هـ).
- الأمير سعود بن هذلول بن ناصر آل سعود (1355 هـ - 1356 هـ).
- الأمير مساعد بن سعود بن عبد العزيز آل سعود (1357 هـ - 1369 هـ).
- الشيخ سليمان بن محمد بن سلطان السلطان (1369 هـ - 1369 هـ).
- الشيخ عبد الرحمن بن محمد المحارب (1369 هـ - 1370 هـ).
- الأمير خالد بن أحمد السديري (1370 هـ - 1374 هـ).
- الأمير مساعد بن أحمد السديري (1374 هـ - 1392 هـ).
- الأمير سليمان بن تركي بن سليمان السديري (1392 هـ - 1400 هـ).
- الأمير عبد المجيد بن عبد العزيز آل سعود (1400 هـ - 1406 هـ).
- الأمير ممدوح بن عبد العزيز آل سعود (1406 هـ - 1407 هـ).
- الأمير فهد بن سلطان بن عبد العزيز آل سعود (1407 هـ - حتى الآن).

## محافظاتها

محافظات منطقة تبوك

تتألف منطقة تبوك من مدينة تبوك وهي عاصمة المنطقة ومقر الدوائر الحكومية الرئيسية بالمنطقة ومقر إقليمي لبعض الدوائر الحكومية في شمال غرب السعودية والمحافظات التابعة لها وهي:
- محافظة تيماء وكانت تابعة لأمارة حائل قديماً ثم أصبحت تابعة لتبوك في الوقت الحاضر وتبعد عن تبوك 260 كيلو متر.
- محافظة ضباء على البحر الأحمر وتبعد عن تبوك 180 كيلو متر.
- محافظة الوجه ويقع جنوب ضبا على البحر الأحمر وتبعد عن تبوك 350 كيلو متر.
- محافظة حقل تقع على رأس خليج العقبة بالقرب من مدينة العقبة الأردنية وتبعد عن العقبة 17 كيلو متر وعن تبوك 250 كيلو متر.
- محافظة أملج وتقع على البحر الأحمر قريبا من مدين ينبع وتبعد عن تبوك 520 كيلو متر.
- البدع واسمها التاريخي مدين لوجود آثار قوم نبينا شعيّب وتتميز مدينة البدع في احتضانها آثار أقوام متتالية منذ القدم وتعتبر البدع دليل تاريخي وأثري مهم، تقع البدع قريبا من البحر الأحمر حوالي 30 كم على خليج العقبة.

كما يتبع للمنطقة عدد 83 مركزًا إداريًا في القرى والبلدات المتوسطة بمحافظاتها.

## تراث منطقة تبوك
- صناعة مفروشات المنزل وبيوت الشعر:

هذه الصناعة تتميز بها منطقة تبوك والمادة الأساسية المستعملة فيها صوف الماشية وتصبغ بالأصباغ التي تصنع محلياً أو تجلب من بلاد الشام فقد كانت تفرش المنازل بالساحات ومفردها (ساحة) وتصنيعًا يتم بنشر خيوط الصوف في اتجاهات متعاكسة وغالباً ما تصنعها النساء وتختلف جودتها باختلاف مهارة ربة المنزل. أما بيوت الشعر فأيضاً تصنع من خيوط صوف الماشية بعد غزلها وغزل الصوف يتم بواسطة النساء. أما صناعة البيت فيشترك الرجال أيضاً في تصميمه وذلك بجمع (الأشقه) ومفردها (شق) لتكوين بيت الشعر ونصبه على عمودين أو ثلاثة أو حتى أكثر من ثلاثة أعمدة.
- صناعة الأشده:

صناعة الأشده ومفردها (الشداد) وهو ما يوضع على ظهر (المطية) راحلة ابن البادية ويصنع من الخشب وتجمع أجزاؤه بواسطة جلد الجمل أو عصبة بعد التجفيف. والشداد يصنع من خشب خاص أو من أعواد الخيزران الغليظة. كذلك تنتشر حرفة صناعة الهودج في هذه المنطقة، والهودج أيضاً يوضع على ظهر الذلول ولكنه خاص بالنساء حيث يغطي ويحمي المرأة من حرارة الشمس أو المطر أو غيره أثناء ترحال القبيلة من مكان لآخر كما يوضع به العروس أثناء زفافها من بيت أهلها إلى بيت العريس، هذه الحرفة تصنع بواسطة الرجال.
- صناعة المراكب والسفن الشراعية:

اشتهر أبناء المحافظات الساحلية في هذه المنطقة بهذه الحرفة في القدم بل وتم تصديرها إلى مناطق ساحلية على امتداد ساحل البحر الأحمر، وكانت محافظة الوجه تزخر بالمهرة في صناعة السفن ومستلزمات الصيد البحرية وقد ذكر (الحموي) ذلك في تاريخه عن منطقة الشمال الغربي.
- صناعة السلاح الأبيض:

هذه الحرف المتمثلة في صناعة السيوف والشباري كانت تقتصر على فئة معينة تقوم على صناعة وصقل السيوف والشباري أي (السكاكين) وتكون هذه الفئة في حماية القبيلة لأنها ليست من أبناء القبيلة وتقوم هذه الفئة على صيانة دلال القهوة وهو ما يسمى بـ(الرب) وصناعة أحذية الخيل وأعنتها وصناعة الفؤوس والقرب (قرب الماء).

## الأكلات الشعبية
- المرقوق: مزيج من عجين البر واللحم وبعض الخضار.
- الفته: أكلة الفته لها عدة أسماء منها المجلله والخميعاء عبارة عن خبز يوضع مباشرة في الجمر وبعد أن يستوي يفرك ويصب عليه مباشرة السمن البري.
- المفروكة (جمرية): عبارة عن قرص يدفن في الجمر ثم يقطع ويخلط معه التمر أو العسل مع السمن البري ويفرك لذلك سمي بالمفروكة.
- الجريش: هو الجريش المعروف وهو عبارة عن حب قمح مجروش مطبوخا باللبن يوضع عليه بعد أن يستوي قليلا من السمن البري.
- المجللة والخميعا: وهي عبارة عن خبز نار ما يسمى بالقرص يقطع في اللبن ويعجن ثم يسكب عليه السمن.

## الألوان والرقصات الشعبية
- اللال: يتميز بلحنة الحزين وهو أصله تبوكي.
- الدحية: هذا اللون الذي نجده في الجزء الشمالي والشمال الغربي على حد سواء إلا أنه يختلف قليلاً من حيث الرتم الموسيقي بين خذين الجزأين ولون الدحية والذي يطلق عليه المهتمين بفن التراث الشعبي (أنفاس الفرسان) يؤدي بشكل جماعي إذا يشكل مؤدوه صفين متقابلين ويقف الشاعر بوسط أحد الصفين لينشد قصيدته المغناة والتي تشبه في اللحن.
- لون الهجيني: المعروف لدى القبائل على امتداد جزيرة العرب إلا أن هذه المنطقة فاقت بقية المناطق في إفراز شعراء هذا اللون.
- الرفيحي: هذا اللون المميز من الألوان الشعبية الشائعة في منطقة تبوك وتحديدًا في المحافظات الساحلية يعتبر سعيد عايد الجهني من مجددي هذا الفن العريق بعد أن أوشك على الاندثار فهو قد أطرب أسماعنا في «لقيت سيدي» الشهيرة والرفيجي فن يؤدى في المناسبات العامة والخاصة وله ألحان عديدة وغالباً ما يؤدي بمصاحبة الطار، يتميز بأدائه أبناء المحافظات الساحلية بالمنطقة ويشبه في غالب ألحانه شعر المراد (بالقلطه) حيث يقف بأدائه شاعرين بين صفين من الرجال يقول الشاعر الأول بيتين من الشعر المغنى، ويرد عليه الآخر ببيتين مماثلين في الوزن والقافية. وقد قال عنها أحد الدارسين بألوان فنون التراث الشعبي بأنه الإرث الفني الأشمل والأجمل في المنطقة.
- الريحان: هذا اللون يشبه إلى حد بعيد لون الرفيحي فهو يؤدى بشكل جماعي ولكن بدون مصاحبة الإيقاع عند بني عطيه والحويطات.
- الخبيتي: وهو لون الخبيتي المعروف في المنطقة الغربية هذا اللون الشعبي يؤدى في الجنوب من المنطقة الشمالية الغربية وغالبا ما يؤدى من أبناء الساحل المجاورين للمدينة المنورة وهو أكثر شهره في مدينة ينبع.
- السامري: وهو لون السامري المعروف لدى أبناء الجزيرة العربية ولا يختلف أداؤه ولحنه عما رف في السابق ويستخدم به الطار لإضفاء إيقاعه المميز وله ذيوع وشهرة في محافظة تيماء.
- السمسية: فن السمسمية فن متميز تعرفه العامة فهو لحن الساحل الغربي من أقصى جنوبه حتى شماله وقصائد السمسمية نجدها دائما ذات مدلول ومعنى عميق، وغالبا ما تستخدم السمسمية لتجسيد ألحان القصائد البحرية التي يتغنى بها البحارة أثناء الصيد للترويح عن أنفسهم.
- الربابه: ويغني عليها ألحان القصائد النبطية وأجمل ما يغنى على الربابة من ألوان أو بحور الشعر النبطي لون المسحوب وقد اشتهر الكثير من أبناء الجزيرة العربية بالغناء والعزف على الربابة في العصر الحديث.

## الأمثال الشعبية
- ما دون الحلق إلا اليدين (يضرب للرجل الذي بلغ في صبره حد النهاية فما بعد هذا الصبر إلا المضاربة).
- لا طابق ولا جايب للطابقين دموس (يضرب للرجل السلبي الذي لا يشارك فيما يهمه).
- البعير بعير عرب والعصا من الرتم (يضرب للرجل الذي يتصرف بما ليس له).
- كل سار يلقى مصباحه (يضرب للرجل الذي يلقى نتيجة عمله).
- الخوف يأتي بالربع (يصرب للرجل الذي يدفعه خوف ما لإنجاز العمل).
- الرغا عقب الهدير عيب (يضرب للرجل الذي يتراجع بعد شجاعه أو ينسحب بعد تعهد).
- الطلق الي ما يصيب يدوش (يضرب للتصرف الذي لا يأتي بالفائدة).
- النار من مداوسها (يضرب للرجل الذي ينهي العمل على أكمله).

## الحرف
لا تخلو بيئة سكانية من الحرف الشعبية في جميع مناطق المملكة العربية السعودية، ومنطقة تبوك واحدة منها، وتتساوى تبوك في كثير من الحرف والصناعات التقليدية في المملكة إلا أنها اشتهرت وتميزت في بعض منها مثل:
- صناعة المفروشات وبيوت الشعر.
- صناعة الشداد.
- صناعة المراكب والسفن.
- صناعة السلاح الأبيض.

## منطقة وادي داما

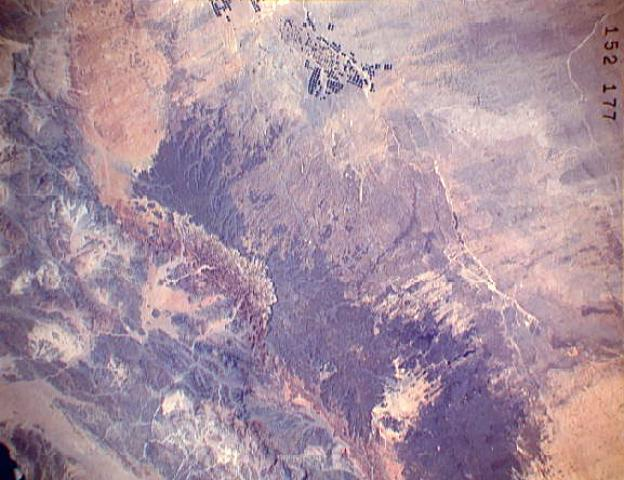
حرة الرحا

منطقة من الرمل الحجري، تقطعها أجراف عميقة وتصعد فجأة من السهول الساحلية الرملية، ويحدها شرقا مجار بركانية ويعني وجود الماء الدائم هنا وأنها تتفجر بالحياة. ترتفع هذه المنطقة 450 - 1750 م وتقع على مسافة 80 كم جنوب مدينة تبوك عاصمة المنطقة وهي منطقة محمية تحتوي على بعض أجمل مواقع في المملكة العربية السعودية. وستجد هنا شبكة من خوانق الأودية الحمراء والصفراء الرائعة من الرمل الحجري أسفل حرة الرحا المتكون من الحمم، وهو الموقع الرائع في هضبة حسمي. وتحتوي خوانق الأودية الرئيسية جداول مائية دائمة وأحواض مائية ذات أهمية للمنطقة حيث يبلغ معدل الأمطار اقل من 50 مم. وتنشر شجيرات الدفلي ألوانها في الربيع وتحتوي الأجراف العميقة على عدة عيون وجداول للماء الحلو الدائم، حيث ستجد أيضا أمثلة متفرقة من الأشجار والحيوانات التي حمتها طبيعة المنطقة الوعرة ومن ضمنها عدة مئات من الوعول ويعتقد أن هذا أكبر تجمع لها في الجزيرة العربية وتعيشه عموما على الهضبة ولكنها قد تهبط في الأودية وخوانقها بالليل، لرعي الحشائش الخضراء. وقد شوهدت هنا الأوبار الصخرية، وغيرها من الحيوانات اللاحمة بما في ذلك الذئب العربي كما شوهد الفهد العربي في المنطقة، ولكن لم يتم تأكيد ذلك مؤخرا، ويحتوي وادي الجزل على أسماك مياه حلوه وهذا نادر في مياه الجروف، وتضم أيضا المواقع الأثرية منها بقايا معبد روافح الروماني الذي يحتوي على كتابات ونقوش. وتوجد مزارع صغيرة في خوانق الأودية وفي الأماكن الأقل وعورة منها أماكن صغيرة لرعي الجمال والأغنام والماعز وتقع قرية الديسة في ملتقى ثلاثة خوانق أودية رئيسية  .

## ساحل تبوك

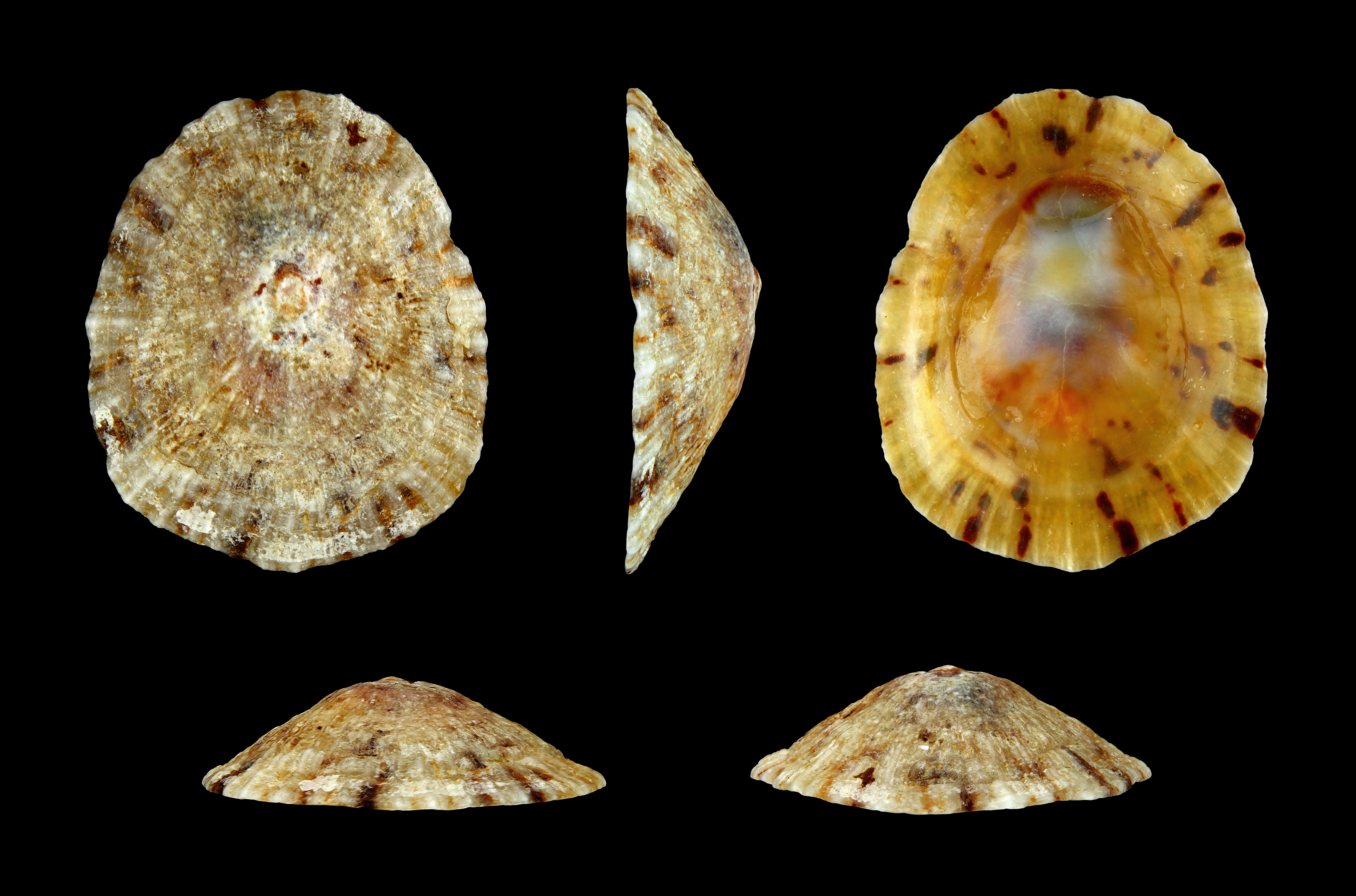
أصداف بطلينوس أخذت من البحر الأحمر بالقرب من تبوك.

تحوي منطقة تبوك شريطًا ساحليًا محاذيًا للبحر الأحمر بطول 500 كلم تتخلله بعض الأودية والشعاب وبعض السهول. بالإضافة إلى ضفة الوجه التي تحتوي على جزر قريبة من الوجه وأملج، وتحتوي هذه المنطقة من البحر الأحمر على بعض أجمل الأماكن تحت الماء في العالم. كما تحتوي كذلك على بيئات مناسبة لعرائس البحر، وموقع تبييض للسلاحف الخضراء وسلاحف البحر في مياه السعودية. تحتوي الأراضي التي تحيط بالبحر على شجيرات الشورة وبراعم حشائش البحر وبراعم الطحالب، وسباخ ملحية، وجزر بحرية غير مأهولة تمنح أرض محمية للتكاثر لعدة أنواع من الطيور. وهناك مستعمرات للصقر الأسخم، والقطقاط آكل السرطان، والنورس أبيض العين والخرشنة المتوجة الصغير، والخرشنة بيضاء الخد.
كما تحتوي على تنوع واسع من أسماك الشعاب المرجانية والرخويات والقشريات. وبالأرخبيل حوالي 50 جزيرة، تتنوع في الحجم من هكتار واحد إلى 1100 هكتار بعضها رملي، وبعضها الآخر صخري بهضاب منخفضة ترتفع عادة أقل من 5 م وللمنطقة مجتمع صيد متطور بشكل جيد. يسمح بالغوص من الجزيرة الرئيسية فقط فقط ولا يسمح بالغوص من القوارب أو الجزر ولا بإيقاف القوارب عند الجزر وبشكل عام تستخدم القوارب للصيد وفي بعض المواقع للعائلات أن تستقل القوارب للأغراض الترفيهية. يجب الحصول على تصاريح للغوض، إذ هناك تقييد على أماكن الغوص ويمكن الحصول عليها من مدينة تبوك التي تقع على مسافة بعيدة عن الشاطئ. كما يجب الحصول على تصريح للذهاب للجزر التي يجوبها عادة جنود سلاح الحدود.

## التضاريس
تتنوع تضاريس منطقة تبوك ما بين سهول وجبال وصحاري وحرات وأودية شهيرة:
- السهول: سهول ساحلية بطول 600 كم وهي ضيقة.
- الجبال: جبال مدين وهي تتبع سلسلة جبال الحجاز ويوجد أعلى قمة في منطقة تبوك هي قمة جبل اللوز وتتساقط الثلوج بالشتاء علية يصل ارتفاعة إلى أكثر من 2500 متر فوق سطح البحر تقريبًا وهناك جبال الدبغ بارتفاع 2400 متر فوق سطح البحر كما يوجد العديد من القمم بعلو أكثر من 2000 متر وأغلب هذه القمم تكللها الثلوج شتاء لمدد تترواح من شهرين إلى ثلاثة أشهر ويوجد بها العديد من الأشجار النادرة والأزهار الجميلة التي لا تتواجد في أي مكان آخر.
- الأودية: وادي ضم الشهير المتصل مع وادي رام الشهير بالأردن. وهناك أودية مثل وادي الأخضر أبو نشيفة والكثير من الأودية.
- الحرات: يوجد العديد الحرات والبراكين الخامدة بالمنطقة أشهر تلك الحرات حرة الرهاه وهي حرة بني عطيه.

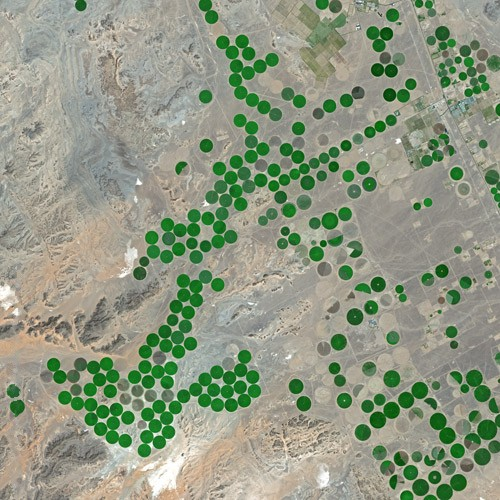
صورة فضائية لعدد من مزارع تبوك

## الجيولوجيا ومصادر المياه
يتألف التركيب الجيولوجي للإقليم في منطقة الدرع العربي ببروز في صورة الصخور لسلسلة جبال الحجاز والهضبة الصخرية العربية والتي تتكون من تراصف طبقات رسوبية تبرز في صورة أحواض وهضبات داخلية وتعتبر الطبقات الصخرية الرملية الخازنة للمياه في تكوين الساق، والساق يمتد من جبل غنيم جنوب تتيماء وإلى الشعثاء بطن الغول شمالا وتبوك المورد الرئيسي للمياه في المنطقة وتعتبر المنطقة من المناطق الزراعية وبلغت مساحة الرقعة المزروعة في عام 1420 هـ حوالي 228384 هتكاز، وتركز 70% منها حول مدينة تبوك على طريق المدينة المنورة (طريق الأمير فهد بن سلطان) وطريق الأردن (الملك خالد سابقاً) ويتصدر القمح المحاصيل المزروعة كما تمتاز مدينة تبوك بزراعة الورد وتصديره إلى الأسواق المحلية والعالمية وكذلك الخوخ والمشمش.

## وصلات خارجية
- موقع أمانة منطقة تبوك الرسمي
- واإمارة منطقة تبوك على موقع وزارة الداخلية السعودية.